# Guimarães Rosa (circuito turístico)

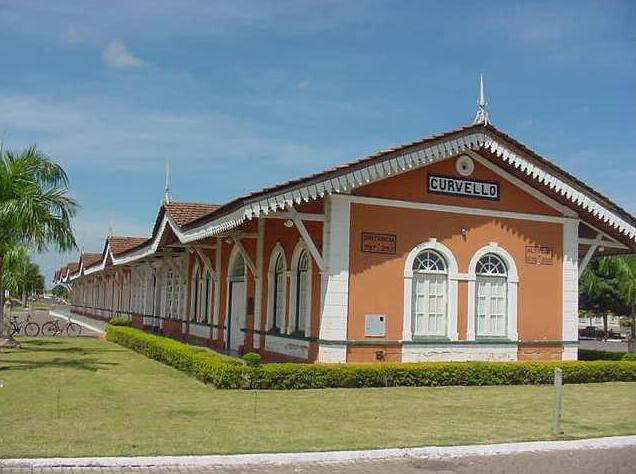
Centro Cultural de Curvelo.

Guimarães Rosa é um circuito turístico do estado brasileiro de Minas Gerais.
É constituído por onze municípios - Araçaí, Buritizeiro, Corinto, Curvelo, Felixlândia, Inimutaba, Morro da Garça, Pirapora, Presidente Juscelino, Pompéu e Ponto Chique - que se localizam na confluência de três mesorregiões do estado: norte, central e metropolitana de Belo Horizonte.

## Rodovias
Fazem parte desse circuito as rodovias BR-040, BR-135, BR-259, BR-365, BR-496, MG-220 e MG-231.